# Homapoderus lepersonneae
Homapoderus lepersonneae is een keversoort uit de familie bladrolkevers (Attelabidae). De wetenschappelijke naam van de soort werd in 1944 gepubliceerd door Eduard Voss.